# Hoa hồng đỏ, hoa hồng trắng (phim)
Hoa hồng đỏ, hoa hồng trắng (tiếng Trung: 紅玫瑰白玫瑰; bính âm: Hong mei gui bai mei gui) là một bộ phim chính kịch Hồng Kông năm 1994 của đạo diễn Quan Cẩm Bằng, dựa trên tiểu thuyết Hoa hồng đỏ, Hoa hồng trắng của nhà văn Trương Ái Linh. Phim lọt vào hạng mục tranh giải chính thức Gấu Vàng tại liên hoan phim Quốc tế Berlin lần thứ 45.

## Diễn viên
- Trần Xung vai Vương Kều Nhị
- Triệu Văn Tuyên vai Đông Chấn Bảo
- Diệp Ngọc Khanh vai Mạnh Yên Ly
- Triệu Sướng vai Đông Đốc Bảo
- Sử Qua vai Mân Côi
- Thẩm Diệp vai Trương Tiên Sinh

## Phát hành
Hoa hồng đỏ, hoa hồng trắng được phát hành tại Hồng Kông ngày 10 tháng 12 năm 1994, đồng thơid được trình chiếu tại liên hoan phim quốc tế Berlin vào tháng 2 năm 1995. Tại Philippines, bộ phim được phát hành độc quyền tại SM Megamall bắt đầu từ ngày 5 tháng 5 năm 1995.